# ウラル連邦管区

ウラル連邦管区
Уральский федеральный округ

ウラル連邦管区（ウラルれんぽうかんく、ロシア語: Уральский федеральный округ, Ural'skij f'ed'eral'nyj okrug）は、ロシア連邦の地域管轄区分である連邦管区のひとつ。
ロシアのアジア部分の西部を管轄し、本部はスヴェルドロフスク州のエカテリンブルクに置かれる。2016年の人口は1230万8103人で、ロシア全体の8.5%である。

## 隣接連邦管区
- 北：カラ海
- 東：シベリア連邦管区
- 南：北カザフスタン州
- 南：コスタナイ州
- 南西：沿ヴォルガ連邦管区
- 北西：北西連邦管区

## 人口
- 1979年1月17日：1085万9783人
- 1989年1月12日：1252万5993人
- 2002年10月9日：1237万3926人
- 2010年10月14日：1208万526人
- 2016年1月1日：1230万8103人[1]

## 行政区画
ウラル連邦管区に所属する連邦構成主体は、
1. クルガン州
2. スヴェルドロフスク州
3. チュメニ州

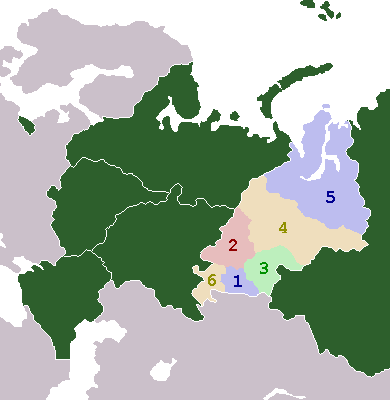
ウラル連邦管区の連邦構成主体図

4. ハンティ・マンシ自治管区・ユグラ
5. ヤマロ・ネネツ自治管区
6. チェリャビンスク州

の6主体である。
ハンティ・マンシ自治管区とヤマロ・ネネツ自治管区はチュメニ州に所属するが、州とは別に連邦構成主体のひとつとしてロシア連邦を構成する。

## 歴代大統領全権代表

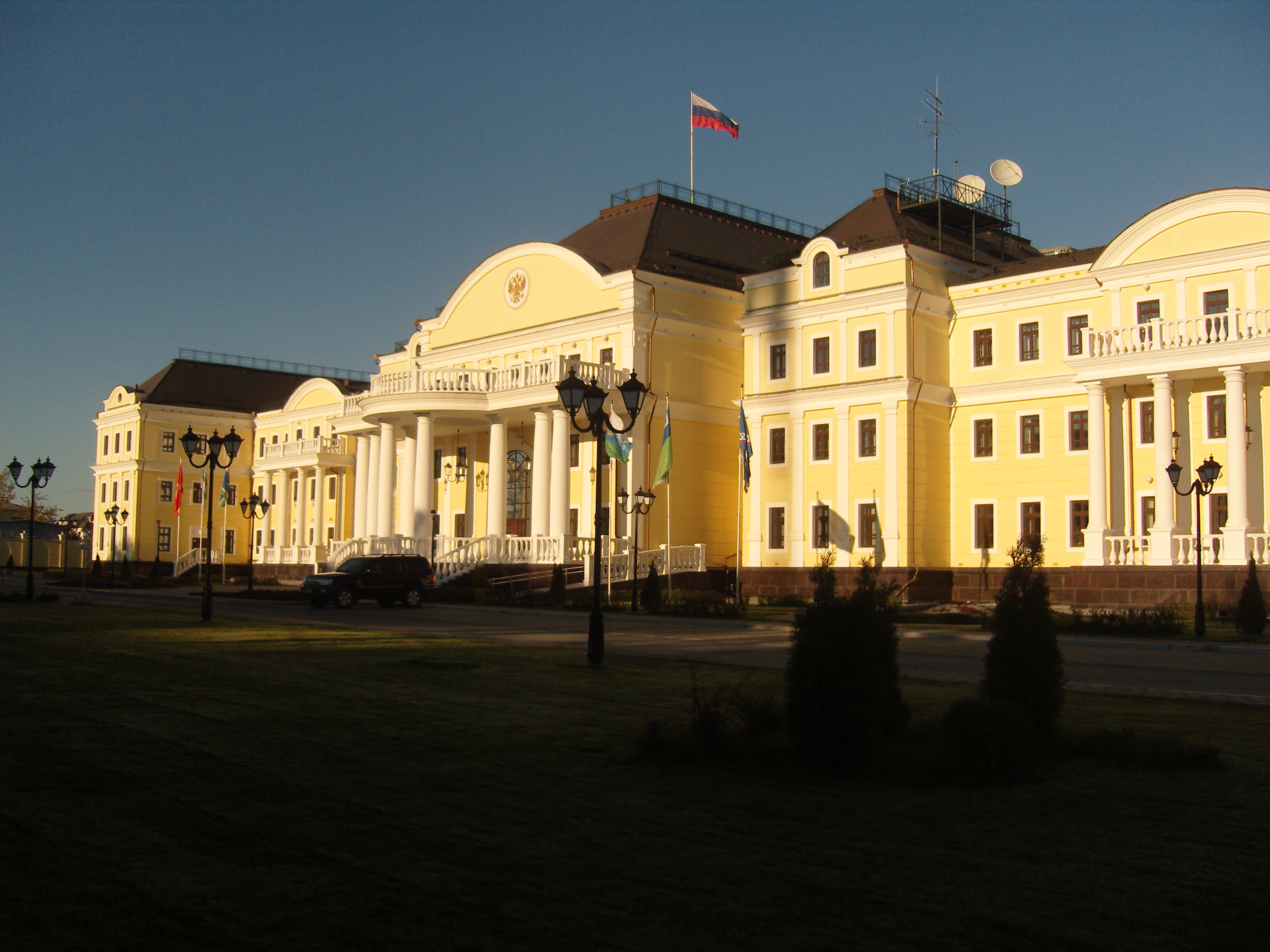
エカテリンブルクにあるウラル連邦管区大統領全権代表部ビル

- ピョートル・ラティシェフ (2000年5月18日 - 2008年12月2日)
- ニコライ・ヴィンニチェンコ (2008年12月8日 - 2011年9月6日)
- エフゲニー・クイヴァシェフ (2011年9月6日 - 2012年5月14日)
- イーゴリ・ホルマンスキフ（英語版） (2012年5月18日 - 2018年6月26日)
- ニコライ・ツカノフ（英語版） (2018年6月26日 - 2020年11月9日)
- ウラジーミル・ヤクーシェフ (2020年11月9日から)

## 地理
南にカザフスタン共和国と国境を接する。
- ウラル山脈
- オビ川、ウラル川
- ヤマル半島、ギダン半島
- カラ海、オビ湾

## 住民
ハンティ・マンシ自治管区、ヤマロ・ネネツ自治管区を含め、大部分はロシア人である。
ハンティ人およびマンシ人はウゴル系、ネネツ人はサモエード系である。